# Canon RF 24mm f/1.8 Macro IS STM
El Canon RF 24mm f/1.8 Macro IS STM és un objectiu fix gran angular i pancake amb muntura Canon RF.
Aquest, va ser anunciat per Canon el 12 de juliol de 2022, amb un preu de venda suggerit de 750€.
Actualment, és l'objectiu fix i macro més gran angular de Canon de la sèrie RF.
Aquest objectiu s'utilitza sobretot per macrofotografia, paisatge i arquitectura.

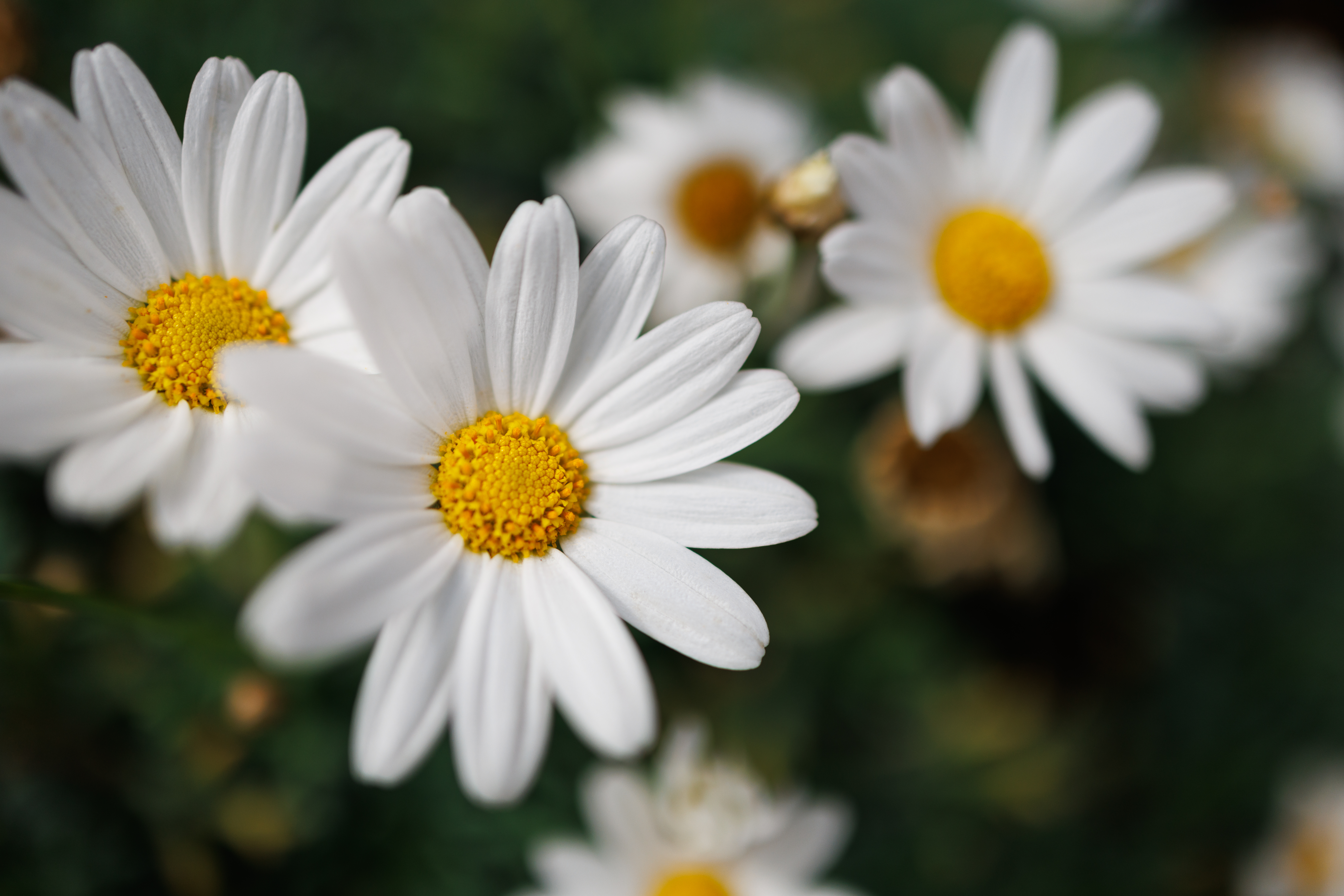
Flors fotografiades amb el Canon RF 24mm f/1.8 Macro IS STM

## Característiques
Les seves característiques més destacades són:
- Distància focal: 24mm
- Obertura: f/1.8 - 22
- Motor d'enfocament: STM (Motor d'enfocament pas a pas, silenciós)
- Estabilitzador d'imatge de 5,5 passes
- Distància mínima d'enfocament: 14cm
- Rosca de 52mm
- La distorsió òptica si no s'aplica la correcció de lent, és força notable amb un efecte de barril.[4]
- L'ombrejat de les cantonades és molt extrem en format RAW (sense correcció), de fins a quatre passes de llum, aquest efecte es veu molt rebaixat a f/4. Aquest ombrejat es pot reduir activant les correccions de l'òptica, però donarà un efecte de soroll a les vores per l'augment de lluminositat.[4]
- La millor qualitat òptica al centre es troba a f/2.8. Mentre que a les cantonades i el centre la millor qualitat es troba entre f/4 i f/5.6.[5]

## Construcció[6]
- La muntura és de metall, però la resta de parts són de plàstic.
- El diafragma consta de 9 fulles, i les 11 lents de l'objectiu estan distribuïdes en 9 grups.
- Consta d'un element asfèric i una lent d'ultra baixa dispersió.

## Accessoris compatibles[7]
- Tapa E-52 II
- Parasol EW-65B
- Filtres de 52mm
- Tapa posterior RF
- Funda LP1016

## Objectius similars amb muntura Canon RF
- Laowa 25mm f/2.8 2.5-5X Ultra Macro[8]